# Elitserien (bandy)
La Elitserien es la máxima categoría de bandy en Suecia. Se fundó en 2007 y sustituyó al anterior torneo nacional, la Division I, que se celebraba desde la temporada 1930-31. Se disputa en los meses de invierno, cuenta con 14 participantes y se divide en dos fases: una temporada regular y una eliminación directa por el título.